# Huangtuling (köpinghuvudort i Kina, Liaoning Sheng, lat 40,41, long 122,79)
Huangtuling är en köpinghuvudort i Kina. Den ligger i provinsen Liaoning, i den nordöstra delen av landet, omkring 160 kilometer söder om provinshuvudstaden Shenyang. Antalet invånare är 25 892. Befolkningen består av 12 379 kvinnor och 13 513 män. Barn under 15 år utgör 12,0 %, vuxna 15-64 år 75 %, och äldre över 65 år 12,0 %.
Runt Huangtuling är det tätbefolkat, med 297 invånare per kvadratkilometer. Huangtuling är det största samhället i trakten. I omgivningarna runt Huangtuling växer i huvudsak blandskog.
Genomsnittlig årsnederbörd är 1 033 millimeter. Den regnigaste månaden är juli, med i genomsnitt 314 mm nederbörd, och den torraste är januari, med 8 mm nederbörd.